# Cettia
Cettia es un género de pequeñas aves cantoras insectívoras que constituyen el núcleo de la familia, recientemente reconocida, Cettiidae. Fueron anteriormente colocados en Sylviidae, que en ese momento era un taxón cajón de sastre para la superfamilia Sylvioidea. La gama de este género se extiende desde Europa hasta el sudeste de Asia.

## Especies
El género incluye las siguientes especies:
- Cettia major – cetia grande;[4]
- Cettia castaneocoronata – tesia cabecicastaña;[4]
- Cettia brunnifrons – cetia capirotado;[4]
- Cettia cetti – cetia ruiseñor.[4]

El cetia ruiseñor, la especie tipo, parece cercano al género Tesia del sudeste asiático y las regiones vecinas.